# Челышев, Анатолий Васильевич
Анатолий Васильевич Челышев (род. 15 февраля 1954 года, Красноярск) — советский и российский тренер по скелетону. Заслуженный тренер России.

## Биография
Анатолий Васильевич Челышев родился 15 февраля 1954 года в Красноярске. Мастер спорта СССР по лёгкой атлетике.
Тренер по скелетону Красноярской СДЮСШОР по санным видам спорта. Входил в число лучших тренеров Краноярского края по олимпийским видам спорта. С 1998 года работает в сборной России. Несколько лет работал тренером по физической и стартовой подготовке сборной команды России по скелетону. Член Федерации бобслея России.
17 августа 2017 года назначен старшим тренером сборной команды России по скелетону.
Наиболее высоких результатов среди его воспитанников добились:
- Александр Третьяков — олимпийский чемпион 2014 года, бронзовый призёр Олимпийских игр 2010 года, чемпион мира 2013 года, чемпион Европы 2007 года[8][9],
- Дмитрий Труненков — олимпийский чемпион 2014 года, чемпион Европы 2009 года[10][11],
- Константин Аладашвили — трёхкратный чемпион России.

## Награды и звания
- Отличник физической культуры и спорта.
- Заслуженный работник физической культуры и спорта Красноярского края.
- Заслуженный тренер России.
- Благодарность Президента Российской Федерации (2010)[12]
- Орден Дружбы
- Медаль ордена «За заслуги перед Отечеством» II степени (29 июня 2018 года) — за успешную подготовку спортсменов, добившихся высоких спортивных достижений на XXIII Олимпийских зимних играх 2018 года в городе Пхенчхане (Республика Корея)[13]